# UFC 120
UFC 120: Bisping vs. Akiyama é um evento MMA realizado pelo Ultimate Fighting Championship em 16 de outubro de 2010 no The O2 Arena, em Londres, na Inglaterra.

## Resultados
Nota 1 Kongo perdeu um ponto no 3° round por segurar continuamente o calção de Browne.

## Bônus da Noite
Lutadores receberam um bônus de $60,000.
- Luta da Noite:  Michael Bisping vs.  Yoshihiro Akiyama
- Nocaute da Noite:  Carlos Condit
- Finalização da Noite:  Paul Sass